# Hohenweiler
Hohenweiler é um município da Áustria, situado no distrito de Bregenz, no estado de Vorarlberg. Tem 8,42 km² de área e sua população em 2019 foi estimada em 1.327 habitantes.